# Paczoskia brevipilosa
Paczoskia brevipilosa är en insektsart. Paczoskia brevipilosa ingår i släktet Paczoskia och familjen långrörsbladlöss. Inga underarter finns listade i Catalogue of Life.